# Едманд Вингејт
Едманд Вингејт (1596–1656) је био Енглески математички и правни писац, један од првих који је објавио принцип техничког рачунања (логмаритара) током 1620-те године. Касније је постао аутор неколико познатих дела. Био је члан парламента за време интергенума (међувладе).

## Живот
Едманд је други син Роџера Вингејта из Шхарпенхо у Бедфордширу и његове жене Ђане, ћерка Хенрија Бирћха, родио се у Фламборгу у Јоркширу 1596. где се и крстио 11. јуна. Уписао је краљичин факултет, Окcфорд, 12. октобра 1610, дипломиро је 30. јуна 1614, и био је примљен у Грајс Ин 24. маја.
Пре 1624. отишао је у Париз, где је постао учитељ енглеског језика принцези Хенријети Марији. Научио је у Енглеској "правило пропорција" (логаритамску скалу) коју је Едмунд Гунтер недавно изумео и о којој је саопштио математичарима у Паризу. Пошто је приметио да адвокат у Дијону , коме је у пријатељском разговору показао правило, почео јавно да га употребљава , пожурио је са објавом како би задржао право на то.
Био је у Енглеској за време избијања првог Енглеског грађанског рата, на страни парламента, узео завет свечане лиге и пакта, и био је проглашен за судског службеник у Бедфордширу. Тада је боравио у Вуденду у парохији Харлингтона. 1650, постао близак са Оливер Кромвелом, и постао један од комесара за избацивање neukih и срамотних министара. Представљао је Бедфордшајер у парламенту од 1654. до 1655. Преминуо је у улици Грајс Ин, сахрањен је у Свети Андреј, Холборн, 13. децембра 1656. Није оставио тестамент. Администрација је била додељена његовом сину, Бутону Вингајт, 28. јануара 1657.

## Дела
Његова издања, која су била бројна, обухватају:
- Париз, 1624; на енглеском The Use of the Rule of Proportion, Лондон, 1626, 1628, 1645, 1658, 1683. (исправио Брayн и Аткинсон).
- Париз, 1626. На енглеском Logarithmotechnia, or the Construction and Use of the Logarithmeticall Tables, Лондон 1635.
- Лондон, 1628.
- Лондон, 1630, два дела. Први део представља „једини кључ којим се отварају тајне другог дела , који се бави вештачком аритметиком добијеном помоћу логаритама“, и зато је сувише незавршен да би био уџбеник за основе аритметике. Ову ману је исправио Џон Кирси стари под менторством Вингејта, и друго издање се појавило 1650. као Arithmetique made easie. Вингејт је сам изменио други део, који је био објављен 1652. као Arithmetique made easie. The second book. Прва књига је имала више издања, израз natural arithmetic (природна аритметика) био је одбачен и замењен са common arithmetic (општа аритметика), Лондон, 1658, 1673. (шесто издање); 1678. (седмо издање); 1683. (осмо издање и последње које изменио Кирси старији); 1699. (десето издање изменио Кирси млађи); 1704. (једанаесто издање са додатком од Џорџа Шелија); 1708, 1713, 1720, 1753. (изменио Џејмс Додсон), и 1760.
- Лондон, 1641, 1644. (под иницијалима Е.W.).
- Лондон, 1642, 1655, 1663. (наставио Вилијам Хјуз), 1670, 1675, 1680, 1681, 1684, 1694, 1703, 1704, 1708.
- Лондон, 1644, 1661. (под иницијалима E.W.).
- Лондон, 1654, 1681. Књига је опис нејасног логаритамског инструмента (под иницијалима E.W.).
- , Лондон, 1655. (друго издање), 1658, 1662, 1670, 1678.
- , Лондон, 1658.
- , Лондон, 1658.
- написао Дирк Рембранц ван Нироп и Едмунд Вингејт (француски превод), Амстердам, 1659.
- , Лондон, 1671, 1676.
- , Лондон, 1660. (друго издање), 1682. (шесто издање) (под иницијалима E.W.).

1640. он је објавио издање Britton. У овом издању направио је исправке на основу неких бољих рукописа у односу на оне коришћене у издању 1530. И цело поглавље које је изоставио , је поставио као додатак. Уредио је дела Самјул Фостера, и Антоније Вуда додељујући му дело звано Tactometria ... or the Geometry of Regulars, која је можда поново објављену књигу Џона Виберда која се 1650. године појавила под истим називом.

## Породица
Вингејт се оженио 28. јула 1628. у Малдену, са Елизабетом, ћерком и наследницом Ричарда Бутона из Вутона у Бедфордширу са којом је имао пет синова и две ћерке.

## Референцe
1. ↑  Britton. The second Edition. Faithfully corrected according to divers ancient Manuscripts of the same Booke. By Edm. Wingate, Gent. (2nd изд.), London: Printed by the assignes of John Moore, Esquire [Miles Fletcher, John Haviland and Robert Young], 1640, OCLC 79739905.